# Scyllarides astori
Scyllarides astori är en kräftdjursart som beskrevs av Lipke Bijdeley Holthuis 1960. Scyllarides astori ingår i släktet Scyllarides och familjen Scyllaridae. IUCN kategoriserar arten globalt som otillräckligt studerad. Inga underarter finns listade i Catalogue of Life.